# Julián Kmet
Julián Andrés Kmet (n. Lanús, 21 de noviembre de 1977) es un exfutbolista argentino-paraguayo. Jugaba de centrocampista y su último equipo fue el APOP Kinyras Peyias FC de la primera división chipriota. Él es de ascendencia ucraniana.
Como joven talento prometedor, Kmet fue comprado por el Sporting Clube de Portugal en 1998-99, al mismo tiempo que sus compatriotas Aldo Duscher y Facundo Hernan Quiroga (ambos de Newell's Old Boys). Sin embargo, él solo hizo una aparición oficial para el club, posteriormente regresando al primer club Club Atlético Lanús después que la temporada terminó.
Kmet pasó a representar una gran cantidad de clubes en su país, casi a razón de uno por temporada, pasando en 2008 a Chipre, con APOP Kinyras Peyias.
Nacido en Argentina de madre paraguaya, Kmet no jugó para ninguna selección nacional. Su hijo Luca, en cambio, representa a Paraguay.